# Евсуг (Луганская область)
Е́всуг (укр. Євсуг) — село в Беловодском районе Луганской области Украины.

## История
Городок Явсуг (или Евсуг, иногда станица Явсугкая) был основан донскими казаками не позднее 1693 года. В дальнейшем после казачьего восстания 1707—08 годов под главенством К.Булавина городок Евсуг, как и многие соседние городки донских казаков на Северском Донце и притоках, вместе с землями, их окружающими, были отобраны и переданы в ведение слобожан.
Слобода Евсуг являлась центром Евсугской волости Старобельского уезда Харьковской губернии Российской империи.
Население по переписи 2001 года составляло 1740 человек.

## Местный совет
92820, Луганська обл., Біловодський р-н, с. Євсуг, вул. Леніна, 225  (укр.)